# كتاب الصناعتين

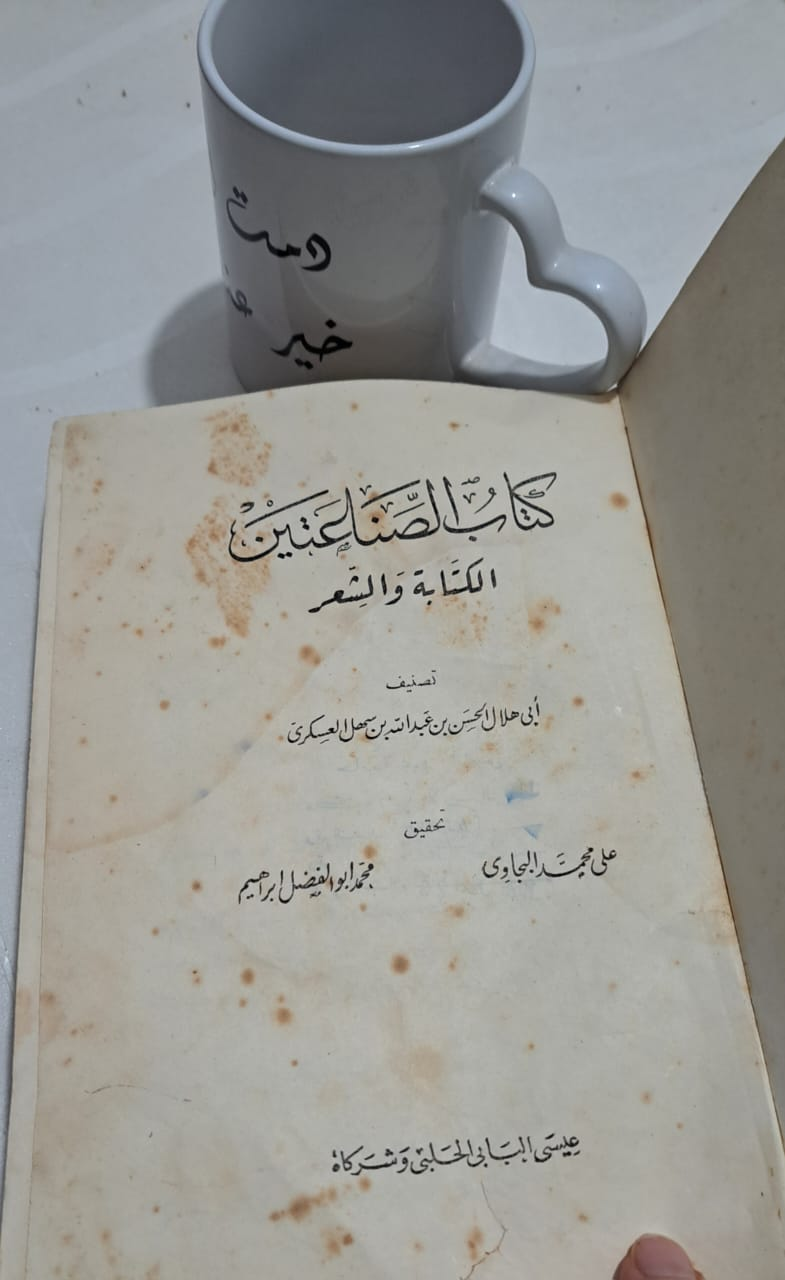
كتاب الصناعتين (الكتابة والشعر) لأبي هلال العسكري.

كتاب الصناعتينهو كتاب لأبي هلال العسكري يتمحور حول الأدب والنقد البلاغي. يعالج صناعتي الكتابة والشعر من حيث المعنى والأسلوب. يهدف إلى تقعيد البلاغة العربية، وتطوير الأسلوب الأدبي، والدفاع عن اللغة العربية.

## محاور الكتاب
يتألف كتاب (الصناعتين) من عدة فصول:
الصناعتان (الكتابة والشعر)، والبلاغة والفصاحة، ومحاسن الكلام، والشعر وأغراضه، والمحسّنات البديعية، والنقد الأدبي، والاقتباس والتضمين.

## أسلوب الكتاب
يتميز أسلوب كتاب الصناعتين، بكونه:
- أسلوبا تعليميا ومنهجيا: يجمع بين العمق العلمي والجمال الأدبي، يبدأ الكاتب بتعريف المفاهيم ثم ينتقل إلى شرحها وتطبيقها.وقد قسَّمه إلى أبواب وفصول يسهل على القارئ تتبعه، وقد دعم مواقفه بأمثلة تطبيقية، استند فيها إلى القرآن الكريم، والشعر الجاهلي

- الجمع بين التنظير والتطبيق: حيث وازن بين الجانب النظري المتمثل في تعريفات البلاغة، والفصاحة، ومحسنات الكلام. وبين الجانب العملي حيث حلل النصوص.

- لغة أدبية مميزة: استخدم الكاتب لغة عربية فصيحة ، وفي نفس الوقت لغة أدبية .

- أسلوب تحليلي ناقد: تناول النصوص الأدبية بأسلوب تحليلي، وتوقف عند الألفاظ والمعاني مبرزا مواطن القوة والضعف فيها.

- التنويع بين الأسلوبين المباشر وغير المباشر

- الميل إلى الإيجاز دون الاخلال بالمضمون: تجنب الكاتب الإطناب
- توظيف الإقناع والتأثير: استند إلى الحجج العقلية،

- أسلوب المقارنة والتفصيل: حيث عقد المقارنات بين النصوص
- الروح العلمية والإبداعية: مزج بين الدقة العلمية وبين الإبداع الأدبي في الأسلوب والصياغة
- توظيف النصوص التراثية: حيث اعتمد الكاتب على القرآن الكريم، واستشهد به لتوضيح القواعد البلاغية. كما استشهد بـالشعر الجاهلي والإسلامي، ونصوصًا نثرية